# شورآباد (مقاطعة دورة)
شورآباد (بالفارسية: شورآباد) هي قرية تقع في قسم دورة الريفي (مقاطعة دورة) في إيران. يقدر عدد سكانها بـ 39 نسمة بحسب إحصاء 2016.